# Patrick Ryan Anderson
Patrick Ryan Anderson (* 25. März 1987 in Golden, Colorado) ist ein US-amerikanischer Schauspieler.

## Leben
Seinen ersten nennenswerten Auftritt im Film- und Fernsehgeschäft hatte der im Jahre 1987 in der Stadt Golden im US-Bundesstaat Colorado geborene Anderson im Jahre 2005, als er im vorwiegend in Denver gedrehten Kurzfilm Warehouse in einer tragenden Rolle zu sehen war. Bereits im Jahr darauf sah man ihn in einer Gastrolle im Film The Surfer King, gefolgt von einer Hauptrolle in der US-amerikanischen Filmproduktion Macbeth. Im Jahre 2007 mimte er im Film The Anna Nicole Smith Story Daniel Wayne Smith, den 2006 verstorbenen Sohn von Anna Nicole Smith, die selbst im Jahre 2007 im Alter von 39 Jahren verstarb. Darüber hinaus wurde er in diesem Jahr auch für eine wiederkehrende Rolle in der US-Fernsehserie Hannah Montana gecastet, in der man ihn bis 2008 in insgesamt fünf Episoden in der Rolle des Todd sah. 2008 übernahm er zudem auch noch eine Nebenrolle im Film Faded Memories, eine seiner bisher letzten namhaften Produktion (Stand: Juni 2011). Zudem war er im Jahre 2007 auch in vier verschiedenen Folgen der seit 1981 ausgestrahlten Fernsehshow Entertainment Tonight zu sehen. Im Jahre 2011 war er in der Verfilmung der Oper Anna Nicole abermals in der Rolle des jungen Daniel Wayne Smith zu sehen.

## Filmografie
- 2005: Warehouse (Kurzfilm)
- 2006: The Surfer King
- 2006: Macbeth
- 2007: The Anna Nicole Smith Story
- 2007–2008: Hannah Montana (Fernsehserie, 5 Episoden)
- 2007: Entertainment Tonight (Fernsehshow, 4 Episoden, als er selbst)
- 2008: Faded Memories
- 2011: Anne Nicole